# Saeid Mohammadpourkarkaragh
Saeid Mohammadpour-Karkaragh (in persiano سعید محمدپور کرکرق‎; Ardabil, 3 marzo 1993) è un sollevatore iraniano, partecipante ai Giochi della XXX Olimpiade.
A seguito della squalifica postuma dei primi quattro classificati ai Giochi Olimpici di Londra 2012 per doping, gli è stata successivamente assegnata dal CIO la medaglia d'oro della categoria medio-massimi (fino a 94 kg).
Sul web è diventato molto famoso per il suo cognome lunghissimo e quasi impronunciabile per un occidentale.